# Goluban
Goluban (en serbe cyrillique : Голубан) est un village de Serbie situé dans la municipalité de Sjenica, district de Zlatibor. Au recensement de 2011, il comptait 35 habitants.

## Démographie
| 1948 | 1953 | 1961 | 1971 | 1981 | 1991 | 2002 | 2011 |
| ---- | ---- | ---- | ---- | ---- | ---- | ---- | ---- |
| 68   | 75   | 81   | 70   | 68   | 34   | 42   | 35   |

|  |